# ミヒャエル・パーマー

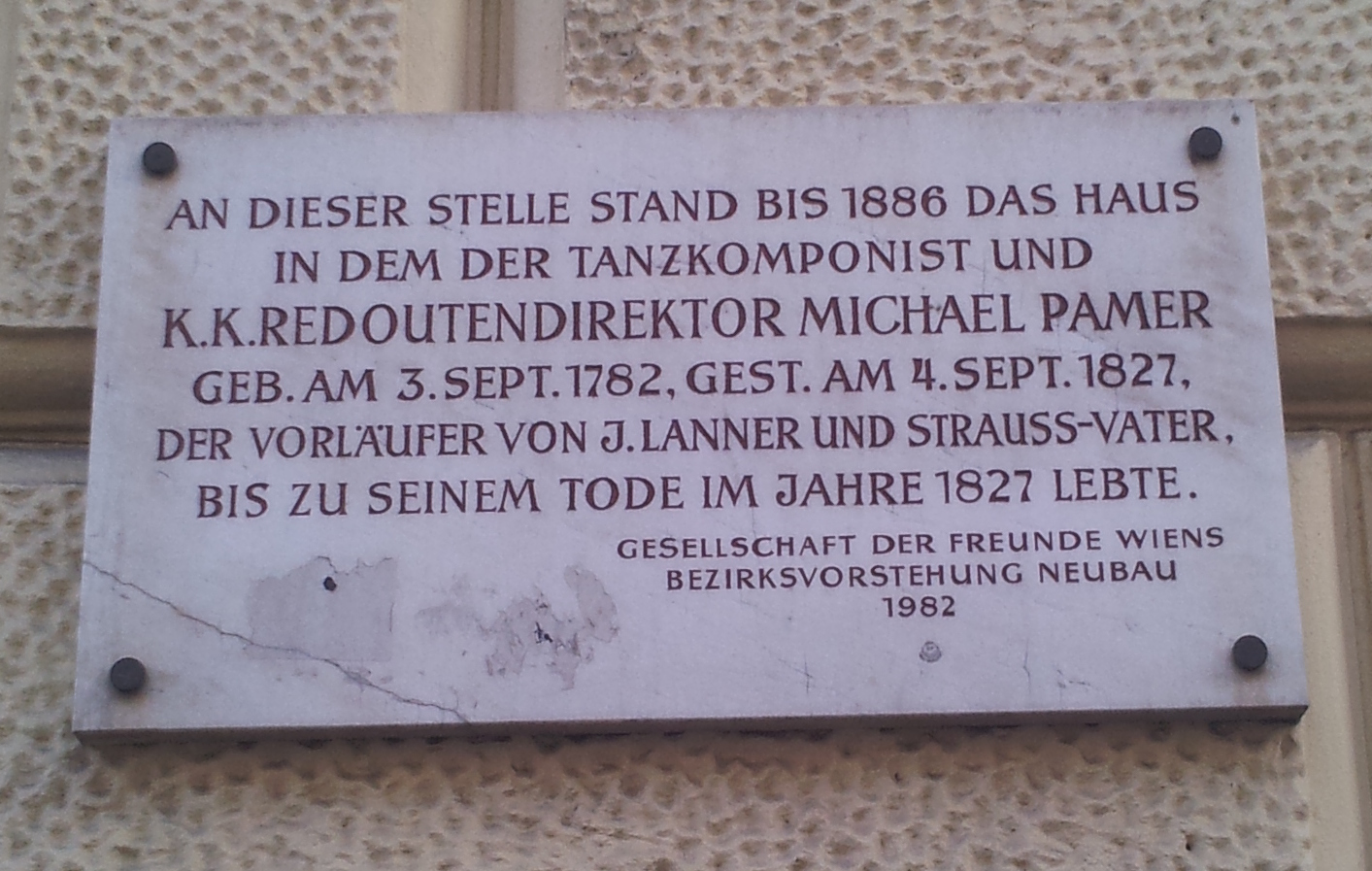
ミヒャエル・パーマーの記念プラーク。

ミヒャエル・パーマー（Michael Pamer, 1782年9月3日 - 1827年9月4日）は、オーストリアの音楽家。ウィンナ・ワルツの最初期の作曲家のひとりである。

## ウィンナ・ワルツの創始
1814年から始まったウィーン会議において、ワルツはヨーロッパ中の貴族階級に広まった。しかし、当時のワルツは、伝統的なカドリーユのあとに多数の小さなワルツを繋げた作品で、延々と続くただのダンス音楽であった。
そのような中で、ウィーンの下町のダンスホール「シュペール（Sperl）」の指揮者であったパーマーは、世界で初めて「トゥーシュ（序奏）」と「コーダ」をワルツに採り入れた。それまでのワルツはウィーン郊外で庶民によって踊られるためのものであったが、パーマーのワルツからは、従前のものにはない優雅さや優美さがみられるようになった。この功績によって、パーマーはウィンナ・ワルツの創始者のひとりとされる。
なお、パーマーのワルツには四分の四拍子のものも多いが、これはコントルダンスの名残であると思われる。

## パーマー楽団
パーマーは全4人の楽団を組織して、ウィーンの酒場などで演奏活動を行った。のちに「ワルツ合戦」を繰り広げるヨーゼフ・ランナーとヨハン・シュトラウス1世は、このパーマー楽団に所属する楽団員であった。
パーマーは楽団員をやたらと叱り、こき使うなど、自身の楽団において絶対的な権力者としてふるまう人物であった。また、一曲を指揮するごとにジョッキ一杯のビールを飲み干すという酒飲みで、おまけに大食漢であり、楽員たちへ渡すべき給料を飲み食いに使ってしまうこともあった。ランナーはたまらず楽団から逃げ出して新たな楽団を結成し、これにシュトラウスも呼応してランナーの新しい楽団に移った。独立したランナーの楽団は急速に人気を獲得し、パーマーはたちまち追い越されてしまった。
パーマー楽団からの独立後も、ランナーとシュトラウスはパーマーへの敬意を忘れなかった。1826年、ランナーとシュトラウスは、かつての師パーマーのための慈善演奏会を一緒に開いている。翌1827年、パーマーはカプチン・フランシスコ修道会に所属する僧侶を僧衣ごと丸呑みしてしまった、という妄想にさいなまれ、激しい発作で震えるうちに死去した。享年45歳。

## 代表作
- 『リンツ舞曲集[3]』（Linzer Tänze）